# Dysauxes ancillaeides
Dysauxes ancillaeides là một loài bướm đêm thuộc phân họ Arctiinae, họ Erebidae.